# Munir El Haddadi
Munir El Haddadi Mohamed (árabe: /منير الحدادي محمد/; El Escorial, Madrid, España, 1 de septiembre de 1995), conocido como Munir, es un futbolista hispano-marroquí que juega como delantero.
Fue internacional sub-21 y absoluto con España —en un partido en 2014—. Sin embargo, en 2021 pasó a jugar con la selección de Marruecos con beneplácito de la FIFA, renunciando así a la nacionalidad deportiva española.

## Trayectoria

### Comienzos en Madrid
Nacido en El Escorial (Madrid), es hijo de padre marroquí (Alhucemas) y madre española (Melilla), y empezó su carrera futbolística en el C. D. Galapagar, cercano al domicilio familiar, desde el cual pasó al D. A. V. Santa Ana para ser captado por el Atlético de Madrid. «Los colchoneros» decidieron cederlo al equipo cadete del C. F. Rayo Majadahonda, donde explotó en una gran temporada en la que marcó 32 goles en 16 encuentros. Esos números hicieron despertar el interés de otros equipos como Rayo Vallecano, Getafe C. F., Osasuna, e incluso Manchester City F. C. o Real Madrid C. F., quienes le hicieron ofertas, pero Munir finalmente se decantó por el F. C. Barcelona.

### Crecimiento en Barcelona
Recaló en La Masía para formar parte del segundo equipo juvenil de García Pimienta, valedor de su fichaje, pero Munir sorprendió por su capacidad de adaptarse al extremo con gran facilidad. Así, en su primer año ocupó dicha demarcación, en la que jugaba uno de sus referentes, Pedro Rodríguez. En su primera temporada venció la Liga Nacional —con 22 goles— y la Copa Cataluña. En su segundo año comenzó a jugar ocasionalmente con el juvenil "A", hasta integrarse definitivamente en el equipo. Allí pudo disputar la Liga Juvenil de la UEFA, en cuya fase de grupos sumó 5 goles y 3 asistencias en 6 partidos. Vinculado durante semanas al Arsenal F. C., París Saint-Germain F. C. y Bayern de Múnich, las especulaciones sobre su futuro terminaron con una renovación de contrato hasta 2017 con los barcelonistas. A dos fechas de la conclusión del campeonato se coronan campeones de la División de Honor. Apenas unas semanas después vencieron a los juveniles del Sport Lisboa e Benfica para proclamarse campeones de Europa con un doblete de Munir, quien se proclamó máximo anotador y asistente del certamen.
Realiza su debut con el equipo filial el 1 de marzo de 2014, ingresando al terreno de juego a los 73 minutos en sustitución de Sandro Ramírez en la victoria 2-1 ante el R. C. D. Mallorca. Anotó su primer gol con el filial en la victoria por 3-0 ante el Girona Futbol Club, el 19 de abril. En los partidos finales de dicha temporada Munir tuvo una participación importante, llegando a disputar once encuentros, cuatro como titular, y anotó cuatro goles.
Las actuaciones con el juvenil y el filial, hicieron que durante el verano de 2014 fuera incluido en la pretemporada del primer equipo bajo las órdenes de Luis Enrique. El joven madrileño fue uno de los jugadores con mayor relevancia dentro del plantel, el cual se encontraba sin sus jugadores esenciales. Durante los partidos mostraba una buena participación y confianza dentro del equipo, lo que le permitió disputar cinco encuentros marcando cuatro goles, proclamándose así como el máximo anotador durante el período de preparación.

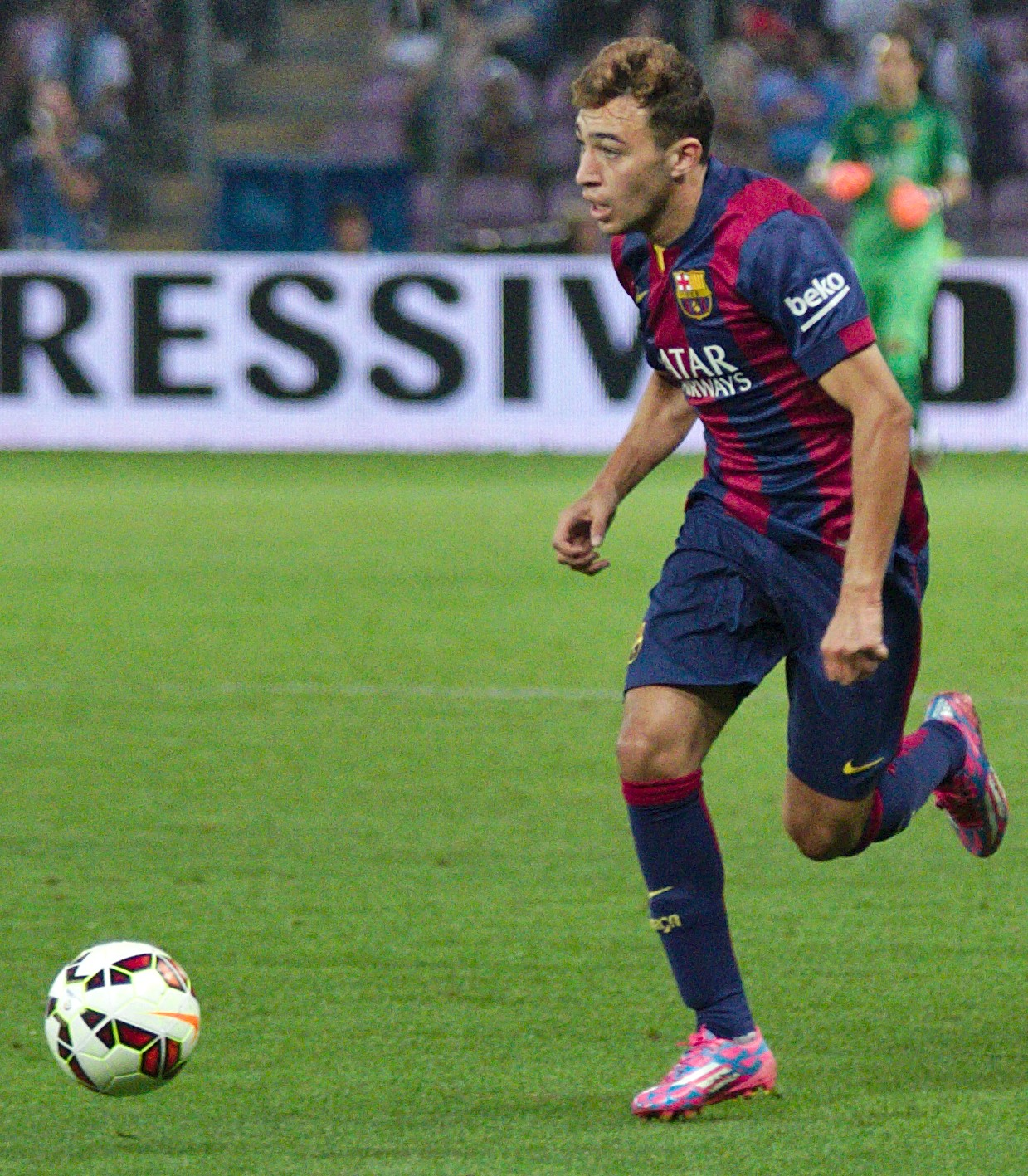
Munir con el Barcelona en 2014.

El 24 de agosto debutó en Primera División, en el Camp Nou, ante el Elche Club de Fútbol, y consiguió anotar el segundo tanto de los tres que logran los azulgranas. De esta manera, se convirtió en el jugador más joven del club en anotar en la primera jornada de Liga, con 18 años y 357 días. El 17 de septiembre debutó como titular en Liga de Campeones ante el A. P. O. E. L. chipriota, encuentro en el cual le anularon un gol antes de ser sustituido en la segunda mitad.
En la temporada 2015-16 consiguió marcar 8 goles entre Liga y Copa del rey, registrando su temporada más goleadora en el club azulgrana, mientras que en el inicio de la 2016-17 marcó un gol en la Supercopa de España, antes de salir en calidad de cedido rumbo a Valencia.

### Etapa de cesiones
El 30 de agosto los catalanes llegaron a un acuerdo con el Valencia Club de Fútbol para la cesión de Munir con una opción a compra por 12 millones de euros al finalizar la temporada. Terminada la misma, con un bagaje de siete goles, los valencianistas renunciaron a la opción de compra y fue nuevamente cedido, esta vez rumbo a Vitoria.
Con el Deportivo Alavés disputó un total de 37 partidos entre Liga y Copa, aumentando su registro goleador hasta los 14 goles. Estos le valieron para regresar nuevamente a Barcelona, e iniciar la nueva temporada 2018-19. Tras apariciones testimoniales y pocas oportunidades del entrenador Ernesto Valverde en las que poco pudo demostrar, fue traspasado en el mercado de invierno.

### Traspaso a Sevilla
El 11 de enero de 2019 el Sevilla Fútbol Club hizo oficial la compra del jugador, el cual firmó hasta 2023 por una cantidad de traspaso de aproximadamente un millón de euros. Debutó como suplente dos días después en el partido de liga contra el Athletic Club, club frente al que estrenó titularidad tres días después, esta vez en Copa. Poco a poco fue asentándose hasta ser titular habitual, y finalizar la temporada con un total de veinte partidos y siete goles.
En una nueva temporada, el 19 de septiembre, al marcar el 0-2 contra el Qarabag se convirtió en el jugador autor del gol 100 del equipo hispalense en la Liga Europa de la UEFA. Pese al buen año anterior, no fue el referente en el ataque sevillista, en detrimento de Lucas Ocampos y Luuk de Jong, pero aun así anotó diez goles en 32 apariciones, mejorando el promedio del neerlandés. Con vistas a ocupar su puesto para la 2020-21, la progresión y revelación de su compatriota Youssef En-Nesyri le relegó nuevamente a un segundo plano. Sus apariciones y minutos menguaron y sólo anotó cinco goles al finalizar el curso. Sin la confianza de Julen Lopetegui durante las tres temporadas en Sevilla, en la 2021-22 su protagonismo fue casi nulo, esta vez tras la contratación de Rafa Mir, relegándole a la suplencia por detrás de los titulares Ocampos y Mir, y de los reemplazos En-Nesyri y Papu Gómez.
Con una complicada situación, donde requirió más minutos al entrenador, y con su entorno declarando querer continuar en el club, la necesidad del club de tener que aligerar masa salarial por el alto número de jugadores contratados, muchos duplicando y triplicando posiciones, comenzó a especularse sobre su salida del club. Finalmente inscrito, decidió completar el contrato firmado pese a la falta de oportunidades.

### Getafe C. F., U. D. Las Palmas y C. D. Leganés
El 31 de agosto de 2022, después de tres temporadas y media en el conjunto sevillano en las que logró 25 goles en los 113 partidos que jugó, fue traspasado al Getafe C. F. Una vez finalizó la campaña dejó el club al expirar su contrato. Entonces estuvo un mes sin equipo, hasta que a finales de julio se incorporó a la U. D. Las Palmas tras firmar por un año. Dejó el club al finalizar el mismo tras haber disputado todos los encuentros de Liga en los que vio puerta en tres ocasiones.
En agosto de 2024 fichó por el C. D. Leganés con un contrato para dos campañas. Sin embargo, tras la primera de ellas dejó el club aprovechándose de una cláusula por el descenso a Segunda División.

## Selección nacional

### España
A pesar de que sus intenciones eran jugar por Marruecos, finalmente se decantó por España comenzando a jugar en 2014 junto a la selección sub-19 con quienes debutó el 5 de marzo en un amistoso ante Países Bajos que terminaría en derrota para los españoles. Debido a su buena participación, logró disputar los encuentros de la fase clasificatoria para el campeonato europeo de la misma categoría, en los cuales demostró su calidad en la parte alta del campo llegando a anotar tres goles. Pese a esto, los seleccionados no lograron clasificarse al perder ante Alemania en el último encuentro.
El 4 de septiembre de 2014 debutó como titular con la selección sub-21 ante Hungría en la fase de grupos de la Eurocopa, el encuentro terminó con victoria española por la cuenta mínima certificando de esta manera la primera posición en el grupo. Al día siguiente recibe la noticia de que el entrenador de la selección absoluta Vicente del Bosque, le incluyó dentro de su nómina para disputar un partido de la fase clasificatoria para la Eurocopa 2016 frente a Macedonia debido a la lesión del delantero Diego Costa. Debutó con La roja el 8 de septiembre en la goleada 5-1 ante Macedonia entrando en el minuto 77 por Koke Resurrección. Al ser este un partido oficial, se ligó por completo y definitivamente a España, dejando de lado su opción de representar a Marruecos.

### Marruecos
Tras petición del jugador en 2017 y a la espera de la FIFA, ante un cambio de la normativa, en octubre de 2020 fue convocado por Marruecos para jugar los partidos contra Senegal y República Democrática del Congo, en los cuales no pudo participar porque la decisión de la FIFA fue pospuesta por una falta de papeleo en la federación marroquí. Entonces, jugador y federación recurrieron al TAS, que el 6 de noviembre desestimó el recurso. El 28 de enero de 2021 la propia FIFA confirmó que podía jugar con la selección marroquí, siendo convocado por esta en el mes de marzo y debutando contra Mauritania el 26 del mismo mes en un partido de clasificación para la Copa Africana de Naciones de 2021 que terminó sin goles. Cuatro días después anotó su primer gol que sirvió para vencer a Burundi.
Fue convocado para la Copa África 2021.

## Estadísticas

### Clubes
- Actualizado hasta el 24 de mayo de 2025.

| Club                         | Div.          | Temporada     | Liga  | Liga  | Copa nacional | Copa nacional | Internacional | Internacional | Total | Total |
| Club                         | Div.          | Temporada     | Part. | Goles | Part.         | Goles         | Part.         | Goles         | Part. | Goles |
| ---------------------------- | ------------- | ------------- | ----- | ----- | ------------- | ------------- | ------------- | ------------- | ----- | ----- |
| F. C. Barcelona "B" · España | 2.ª           | 2013-14       | 11    | 4     | ―             | ―             | ―             | ―             | 11    | 4     |
| F. C. Barcelona "B" · España | 2.ª           | 2014-15       | 17    | 4     | ―             | ―             | ―             | ―             | 17    | 4     |
| F. C. Barcelona "B" · España | Total club    | Total club    | 28    | 8     | 0             | 0             | 0             | 0             | 28    | 8     |
| F. C. Barcelona · España     | 1.ª           | 2014-15       | 10    | 1     | 3             | 0             | 3             | 0             | 16    | 1     |
| F. C. Barcelona · España     | 1.ª           | 2015-16       | 15    | 3     | 6             | 5             | 5             | 0             | 26    | 8     |
| F. C. Barcelona · España     | 1.ª           | 2016-17       | 1     | 0     | 2             | 1             | 0             | 0             | 3     | 1     |
| Valencia C. F. · España      | 1.ª           | 2016-17       | 33    | 6     | 3             | 1             | ―             | ―             | 36    | 7     |
| Valencia C. F. · España      | Total club    | Total club    | 33    | 6     | 3             | 1             | 0             | 0             | 36    | 7     |
| Deportivo Alavés · España    | 1.ª           | 2017-18       | 33    | 10    | 4             | 4             | ―             | ―             | 37    | 14    |
| Deportivo Alavés · España    | Total club    | Total club    | 33    | 10    | 4             | 4             | 0             | 0             | 37    | 14    |
| F. C. Barcelona · España     | 1.ª           | 2018-19       | 7     | 1     | 2             | 1             | 2             | 0             | 11    | 2     |
| F. C. Barcelona · España     | Total club    | Total club    | 33    | 5     | 13            | 7             | 10            | 0             | 56    | 12    |
| Sevilla F. C. · España       | 1.ª           | 2018-19       | 16    | 5     | 1             | 0             | 3             | 2             | 20    | 7     |
| Sevilla F. C. · España       | 1.ª           | 2019-20       | 21    | 5     | 2             | 0             | 9             | 5             | 32    | 10    |
| Sevilla F. C. · España       | 1.ª           | 2020-21       | 24    | 4     | 6             | 0             | 6             | 1             | 36    | 5     |
| Sevilla F. C. · España       | 1.ª           | 2021-22       | 16    | 2     | 2             | 0             | 7             | 1             | 25    | 3     |
| Sevilla F. C. · España       | Total club    | Total club    | 77    | 16    | 11            | 0             | 25            | 9             | 113   | 25    |
| Getafe C. F. · España        | 1.ª           | 2022-23       | 28    | 3     | 3             | 4             | ―             | ―             | 31    | 7     |
| Getafe C. F. · España        | Total club    | Total club    | 28    | 3     | 3             | 4             | 0             | 0             | 31    | 7     |
| U. D. Las Palmas · España    | 1.ª           | 2023-24       | 38    | 3     | 1             | 1             | ―             | ―             | 39    | 4     |
| U. D. Las Palmas · España    | Total club    | Total club    | 38    | 3     | 1             | 1             | 0             | 0             | 39    | 4     |
| C. D. Leganés · España       | 1.ª           | 2024-25       | 25    | 4     | 4             | 3             | ―             | ―             | 29    | 7     |
| C. D. Leganés · España       | Total club    | Total club    | 25    | 4     | 4             | 3             | 0             | 0             | 29    | 7     |
| Total carrera                | Total carrera | Total carrera | 295   | 55    | 39            | 20            | 35            | 9             | 369   | 84    |

### Selecciones
| Categoría | País      | Años      | Partidos | Goles |
| --------- | --------- | --------- | -------- | ----- |
| Sub-19    | España    | 2014      | 3        | 2     |
| Sub-21    | España    | 2014-2017 | 16       | 10    |
| Absoluta  | España    | 2014      | 1        | 0     |
| Absoluta  | Marruecos | 2021-act. | 11       | 2     |

#### Partidos internacionales
| Partidos internacionales con la selección de España | Partidos internacionales con la selección de España | Partidos internacionales con la selección de España  | Partidos internacionales con la selección de España | Partidos internacionales con la selección de España | Partidos internacionales con la selección de España | Partidos internacionales con la selección de España | Partidos internacionales con la selección de España | Partidos internacionales con la selección de España |
| N.º                                                 | Fecha                                               | Lugar                                                | Local                                               | Marcador                                            | Visitante                                           | Competición                                         |                                                     |                                                     |
| Selección sub-19                                    | Selección sub-19                                    | Selección sub-19                                     | Selección sub-19                                    | Selección sub-19                                    | Selección sub-19                                    | Selección sub-19                                    | Selección sub-19                                    | Selección sub-19                                    |
| --------------------------------------------------- | --------------------------------------------------- | ---------------------------------------------------- | --------------------------------------------------- | --------------------------------------------------- | --------------------------------------------------- | --------------------------------------------------- | --------------------------------------------------- | --------------------------------------------------- |
| 1.                                                  | 5 de marzo de 2014                                  | De Krom, Katwijk, Países Bajos                       | Países Bajos                                        | 2 - 1                                               | España                                              | Amistoso                                            |                                                     |                                                     |
| 2.                                                  | 31 de marzo de 2014                                 | Balaídos, Vigo, España                               | España                                              | 3 - 1                                               | Dinamarca                                           | Europeo Sub-19 de 2014                              |                                                     |                                                     |
| 3.                                                  | 2 de abril de 2014                                  | Balaídos, Vigo, España                               | España                                              | 2 - 0                                               | Lituania                                            | Europeo Sub-19 de 2014                              |                                                     |                                                     |
| 4.                                                  | 5 de abril de 2014                                  | Balaídos, Vigo, España                               | Alemania                                            | 3 - 1                                               | España                                              | Europeo Sub-19 de 2014                              |                                                     |                                                     |
| Selección sub-21                                    |                                                     |                                                      |                                                     |                                                     |                                                     |                                                     |                                                     |                                                     |
| 1.                                                  | 4 de septiembre de 2014                             | Pancho Arena, Felcsút, Hungría                       | Hungría                                             | 0 - 1                                               | España                                              | Clasif. Eurocopa 2015                               |                                                     |                                                     |
| 2.                                                  | 14 de octubre de 2014                               | Ramón de Carranza, Cádiz, España                     | España                                              | 1 - 2                                               | Serbia                                              | Clasif. Eurocopa 2015                               |                                                     |                                                     |
| 3.                                                  | 12 de noviembre de 2014                             | A Malata, Ferrol, España                             | España                                              | 1 - 4                                               | Bélgica                                             | Amistoso                                            |                                                     |                                                     |
| 4.                                                  | 26 de marzo de 2015                                 | Cartagonova, Cartagena, España                       | España                                              | 2 - 0                                               | Noruega                                             | Amistoso                                            |                                                     |                                                     |
| 5.                                                  | 30 de marzo de 2015                                 | Municipal Reino de León, León, España                | España                                              | 4 - 0                                               | Bielorrusia                                         | Amistoso                                            |                                                     |                                                     |
| 6.                                                  | 2 de septiembre de 2015                             | A. Le Coq Arena, Tallin, Estonia                     | Estonia                                             | 0 - 2                                               | España                                              | Clasif. Eurocopa 2017                               |                                                     |                                                     |
| 7.                                                  | 7 de octubre de 2015                                | Mikheil Meskhi, Tiflis, Georgia                      | Georgia                                             | 2 - 5                                               | España                                              | Clasif. Eurocopa 2017                               |                                                     |                                                     |
| 8.                                                  | 13 de octubre de 2015                               | Heliodoro Rodríguez, Santa Cruz de Tenerife, España  | España                                              | 1 - 1                                               | Suecia                                              | Clasif. Eurocopa 2017                               |                                                     |                                                     |
| 9.                                                  | 12 de noviembre de 2015                             | Estadio de los Juegos Mediterráneos, Almería, España | España                                              | 5 - 0                                               | Georgia                                             | Clasif. Eurocopa 2017                               |                                                     |                                                     |
| 10.                                                 | 24 de marzo de 2016                                 | Estadio Municipal de El Plantío, Burgos, España      | España                                              | 0 - 3                                               | Croacia                                             | Clasif. Eurocopa 2017                               |                                                     |                                                     |
| Selección absoluta española                         |                                                     |                                                      |                                                     |                                                     |                                                     |                                                     |                                                     |                                                     |
| 1.                                                  | 8 de septiembre de 2014                             | Ciudad de Valencia, Valencia, España                 | España                                              | 5 - 1                                               | Macedonia del Norte                                 | Clasif. Eurocopa 2016                               |                                                     |                                                     |

| Partidos internacionales con la selección de Marruecos | Partidos internacionales con la selección de Marruecos | Partidos internacionales con la selección de Marruecos | Partidos internacionales con la selección de Marruecos | Partidos internacionales con la selección de Marruecos | Partidos internacionales con la selección de Marruecos | Partidos internacionales con la selección de Marruecos |
| N.º                                                    | Fecha                                                  | Lugar                                                  | Local                                                  | Marcador                                               | Visitante                                              | Competición                                            |
| ------------------------------------------------------ | ------------------------------------------------------ | ------------------------------------------------------ | ------------------------------------------------------ | ------------------------------------------------------ | ------------------------------------------------------ | ------------------------------------------------------ |
| 1.                                                     | 26 de marzo de 2021                                    | Cheikha Ould Boïdiya, Nuakchot, Mauritania             | Mauritania                                             | 0 - 0                                                  | Marruecos                                              | Clasif. Copa África 2021                               |
| 2.                                                     | 30 de marzo de 2021                                    | Moulay Abdellah, Rabat, Marruecos                      | Marruecos                                              | 1 - 0                                                  | Burundi                                                | Clasif. Copa África 2021                               |
| 3.                                                     | 8 de junio de 2021                                     | Moulay Abdellah, Rabat, Marruecos                      | Marruecos                                              | 1 - 0                                                  | Ghana                                                  | Amistoso                                               |
| 4.                                                     | 12 de junio de 2021                                    | Moulay Abdellah, Rabat, Marruecos                      | Marruecos                                              | 1 - 0                                                  | Burkina Faso                                           | Amistoso                                               |
| 5.                                                     | 2 de septiembre de 2021                                | Moulay Abdellah, Rabat, Marruecos                      | Marruecos                                              | 2 - 0                                                  | Sudán                                                  | Clasif. Mundial 2022                                   |
| 6.                                                     | 6 de octubre de 2021                                   | Moulay Abdellah, Rabat, Marruecos                      | Marruecos                                              | 5 - 0                                                  | Guinea-Bisáu                                           | Clasif. Mundial 2022                                   |
| 7.                                                     | 9 de octubre de 2021                                   | Mohammed V, Casablanca, Marruecos                      | Guinea-Bisáu                                           | 0 - 3                                                  | Marruecos                                              | Clasif. Mundial 2022                                   |
| 8.                                                     | 12 de noviembre de 2021                                | Moulay Abdellah, Rabat, Marruecos                      | Sudán                                                  | 0 - 3                                                  | Marruecos                                              | Clasif. Mundial 2022                                   |
| 9.                                                     | 14 de enero de 2022                                    | Ahmadou Ahidjo, Yaundé, Camerún                        | Marruecos                                              | 2 - 0                                                  | Comoras                                                | Copa África 2021                                       |
| 10.                                                    | 25 de enero de 2022                                    | Ahmadou Ahidjo, Yaundé, Camerún                        | Marruecos                                              | 2 - 1                                                  | Malaui                                                 | Copa África 2021                                       |
| 11.                                                    | 30 de enero de 2022                                    | Ahmadou Ahidjo, Yaundé, Camerún                        | Egipto                                                 | 2 - 1                                                  | Marruecos                                              | Copa África 2021                                       |

#### Goles internacionales
| Goles internacionales con la selección de España | Goles internacionales con la selección de España | Goles internacionales con la selección de España | Goles internacionales con la selección de España | Goles internacionales con la selección de España | Goles internacionales con la selección de España | Goles internacionales con la selección de España | Goles internacionales con la selección de España | Goles internacionales con la selección de España |
| #                                                | Fecha                                            | Lugar                                            | Rival                                            | Marcador                                         | Final                                            | Competición                                      |                                                  |                                                  |
| Selección sub-19                                 | Selección sub-19                                 | Selección sub-19                                 | Selección sub-19                                 | Selección sub-19                                 | Selección sub-19                                 | Selección sub-19                                 | Selección sub-19                                 | Selección sub-19                                 |
| ------------------------------------------------ | ------------------------------------------------ | ------------------------------------------------ | ------------------------------------------------ | ------------------------------------------------ | ------------------------------------------------ | ------------------------------------------------ | ------------------------------------------------ | ------------------------------------------------ |
| 1.                                               | 31 de marzo de 2014                              | Balaídos, Vigo, España                           | Dinamarca                                        | 2 - 1                                            | 3 - 1                                            | Europeo Sub-19 de 2014                           |                                                  |                                                  |
| 2.                                               | 2 de abril de 2014                               | Balaídos, Vigo, España                           | Lituania                                         | 1 - 0                                            | 2 - 0                                            | Europeo Sub-19 de 2014                           |                                                  |                                                  |
| 3.                                               | 5 de abril de 2014                               | Balaídos, Vigo, España                           | Alemania                                         | 0 - 1                                            | 3 - 1                                            | Europeo Sub-19 de 2014                           |                                                  |                                                  |
| Selección sub-21                                 |                                                  |                                                  |                                                  |                                                  |                                                  |                                                  |                                                  |                                                  |
| 1.                                               | 12 de noviembre de 2014                          | A Malata, Ferrol, España                         | Bélgica                                          | 1 - 2                                            | 1 - 4                                            | Amistoso                                         |                                                  |                                                  |
| 2.                                               | 26 de marzo de 2015                              | Cartagonova, Cartagena, España                   | Noruega                                          | 1 - 0                                            | 2 - 0                                            | Amistoso                                         |                                                  |                                                  |
| 3.                                               | 30 de marzo de 2015                              | Municipal Reino de León, León, España            | Bielorrusia                                      | 3 - 0                                            | 4 - 0                                            | Amistoso                                         |                                                  |                                                  |
| 4.                                               | 7 de octubre de 2015                             | Mikheil Meskhi, Tiflis, Georgia                  | Georgia                                          | 0 - 1                                            | 2 - 5                                            | Clasif. Eurocopa 2017                            |                                                  |                                                  |
| 5.                                               | 7 de octubre de 2015                             | Mikheil Meskhi, Tiflis, Georgia                  | Georgia                                          | 2 - 4                                            | 2 - 5                                            | Clasif. Eurocopa 2017                            |                                                  |                                                  |

| 1. | 30 de marzo de 2021  | Moulay Abdellah, Rabat, Marruecos | Burundi      | 1 - 0 | 1 - 0 | Clasif. Copa África 2021 |
| 1. | 6 de octubre de 2021 | Moulay Abdellah, Rabat, Marruecos | Guinea-Bisáu | 5 - 0 | 5 - 0 | Clasif. Mundial 2022     |

#### Hat-tricks
| 1 | 7 de noviembre de 2019 | Josy Barthel, Ciudad de Luxemburgo | F91 Dudelange 2–5 Sevilla F. C. | Gol · Gol · Gol | Liga Europa de la UEFA 2019-20 |

## Palmarés

### Títulos nacionales
| Título                     | Club                        | País   | Año  |
| -------------------------- | --------------------------- | ------ | ---- |
| División de Honor Juvenil  | F. C. Barcelona Juvenil "A" | España | 2014 |
| Primera División de España | F. C. Barcelona             | España | 2015 |
| Copa del Rey               | F. C. Barcelona             | España | 2015 |
| Primera División de España | F. C. Barcelona             | España | 2016 |
| Copa del Rey               | F. C. Barcelona             | España | 2016 |
| Supercopa de España        | F. C. Barcelona             | España | 2016 |
| Supercopa de España        | F. C. Barcelona             | España | 2018 |

### Títulos internacionales
| Título                       | Club                   | Sede     | Año  |
| ---------------------------- | ---------------------- | -------- | ---- |
| Liga Juvenil de la UEFA      | F. C. Barcelona (Juv.) | Suiza    | 2014 |
| Liga de Campeones de la UEFA | F. C. Barcelona        | Berlín   | 2015 |
| Supercopa de Europa          | F. C. Barcelona        | Tiflis   | 2015 |
| Mundial de Clubes            | F. C. Barcelona        | Japón    | 2015 |
| Liga Europa de la UEFA       | Sevilla F. C.          | Alemania | 2020 |